# Santuário da Vida Selvagem de Raiganj
O Santuário da Vida Selvagem de Raiganj (também conhecido popularmente como Santuário de Pássaros Kulik) está situado perto de Raiganj no distrito de Uttar Dinajpur, no estado indiano de Bengala Ocidental. 
Está localizado a 4 km (2,5 milhas) ao norte do centro da cidade de Raiganj, a sede do distrito. A estrada nacional 34 corre ao lado do santuário.

## História
O desenvolvimento da área começou em 1970, como parte do programa de silvicultura social do governo de Bengala Ocidental. O departamento plantou espécies de árvores como kadam, jarul, sisoo (Dalbergia sisoo) e eucalipto, classificadas como floresta decídua tropical seca. Com o bico-aberto asiático e outras espécies de aves migratórias reunindo-se para a floresta artificial durante a estação de incubação, foi oficialmente designado como "Santuário da Vida Selvagem Raiganj" no ano de 1985. É conhecido popularmente como Santuário de Pássaros Kulik porque o rio Kulik flui ao lado o santuário.

## Santuário
Alguns afirmam ser o maior santuário de pássaros da Ásia. No entanto, existem outros que queixam-se dessa distinção, como o Santuário Harike Pattan, espalhado por 93 milhas quadradas (240 km2), no distrito de Tarn Taran, Punjab. O Santuário de Pássaros de Bharatpur, agora conhecido como Parque Nacional de Keoladeo, é considerado o maior da Ásia.
A área do santuário é de cerca de 1,30 km². A área central é de cerca de 0,14 km² e o restante é área tampão. O rio corre em torno de parte do santuário e atua como limite nas partes leste e sul. A forma do santuário é a do alfabeto inglês "U".O santuário possui uma rede de canais artificiais conectados ao rio Kulik. Durante a monção, a água do rio entra no santuário, que suporta uma grande variedade de alimentos para os pássaros, principalmente para o bico aberto asiático, cuja dieta principal é o caracol de maçã. O santuário é o lar de 164 espécies de aves.
Vários tipos de aves migratórias chegam a cada ano de países do sul da Ásia e regiões costeiras. Começam a chegar a partir de junho. As espécies migratórias incluem cegonhas de bico aberto, egret, night heron e cormorants. 
O santuário de pássaros abriga 164 espécies. Cerca de 90.000 a 100.000 aves migratórias visitam o santuário todos os anos.